# Districtul Siófok
Siófok (în maghiară Siófoki járás) este un district în județul Somogy, Ungaria.
Districtul are o suprafață de 657,05 km2 și o populație de 51.761 locuitori (2013).